# Cryptantha gypsophila
Cryptantha gypsophila là loài thực vật có hoa trong họ Mồ hôi. Loài này được Reveal & C.R.Broome mô tả khoa học đầu tiên năm 2006.